# Katikas
Katikas (gr. Κάθικας) – wieś w Republice Cypryjskiej, w dystrykcie Pafos. W 2011 roku liczyła 438 mieszkańców.
W Katikas znajduje się zabytkowy kościół Panaja Ewangelistria z 1870 roku.